# Vuk Karadžić
Vuk Stefanović Karadžić, serb. Вук Стефановић Караџић (ur. 7 listopada 1787 w Tršiciu, zm. 7 lutego 1864 w Wiedniu) – serbski myśliciel, pisarz, językoznawca, leksykograf, etnograf żyjący w XIX wieku.

## Życiorys
Zreformował ortografię i pismo – cyrylicę. Wprowadził do języka serbskiego zasadę „Pisz tak, jak mówisz, czytaj tak, jak jest napisane”. Ustalone przezeń zasady pisowni obowiązują do dziś. Stworzył pierwszy słownik języka serbskiego (pierwsze wydanie 1818, drugie 1852) wzorując się na Słowniku języka polskiego Samuela Lindego. Pierwsze ukazanie się słownika Karadžicia z 1818 roku zostało poprzedzone wydaniem przez niego gramatyki. Jego Srpska gramatika była podstawowym opracowaniem normatywnym języka serbskiego aż do opublikowania pracy Đure Daničicia (1850).
Przetłumaczył Nowy Testament (1847) na język serbski. Kolekcjonował i publikował (1821–1833) podania oraz wiersze ludowe. Wydał 9 tomów serbskich pieśni ludowych (1814, 1815, 1823, 1841–1866), a także zbiory opowiadań ludowych i przysłów (1821 i 1836).

## Odbiór
Rola Vuka Karadžicia w procesie normalizacji języka serbskiego była ogromna. Jednocześnie, wybierając dialekt ludowy i odrzucając wcześniejszą tradycję piśmienniczą, Karadžić przerwał naturalny rozwój języka i zahamował dotychczasowy rozwój literatury serbskiej. Jego reforma ortografii została oficjalnie przyjęta dopiero w 1868 roku i to po pokonaniu silnego sprzeciwu środowiska przeciwnego folkloryzacji języka. Niechęć Serbów wynikała z dezaprobaty okazywanej przez Cerkiew prawosławną. Kręgi kapłańskie sprzeciwiały się językowi ludowemu oraz proponowanej przez Karadžicia pisowni fonetycznej.
Dziś uważany jest za twórcę serbsko-chorwackiego języka literackiego. Wskazuje się na jego znaczący wkład w serbską antropologię i etnografię.
Jego podobizna znajduje się na serbskim banknocie dziesięciodinarowym.